# Rómulo González Zubieta
Rómulo Héctor René González Zubieta (Ciudad de México, septiembre de 1939) es un académico, docente y empresario mexicano.
Obtuvo una beca de posgrado en MIT Sloan School of Management en Cambridge, Massachusetts, obtiene el Premio E.P. Brooks a la mejor tesis presentada en esa generación.

## Biografía
Hijo de Adolfina Zubieta Otte y Rómulo González Irigoyen (1917-1993), quien fuera maestro, contador e intelectual mexicano.
Realizó sus estudios universitarios en el Instituto Tecnológico y de Estudios Superiores de Monterrey graduándose en 1960 de dos licenciaturas: en Matemáticas y en Física, ambas con honores.
Por su desempeño académico obtuvo una beca para hacer estudios de posgrado en MIT Sloan School of Management, en Cambridge, Massachusetts, donde en 1962 obtiene el grado de Maestro en Administración Industrial con la tesis Solution of the Traveling Salesman Problem by Dynamic Programming on the Hypercube que obtiene el Premio E.P. Brooks a la mejor tesis presentada en esa generación. En 1965 alcanza el Doctorado en Investigación de Operaciones con la presentación de la tesis On Some Aspects of Integer Linear Programming. Ambas tesis han sido ampliamente citadas en posteriores trabajos de investigación.
A su regreso al país, en Ciudad de México, fue nombrado Académico de Número de la Academia de Ingeniería México.

### Ámbito educativo
Convencido de la importancia de la educación para el desarrollo de las personas y del país, se une al grupo que en 1967 daría inicio al Instituto Panamericano de Alta Dirección de Empresas, participando en el cuerpo académico fundador.
Simultáneamente, en mancuerna con Bertha Díaz Barreiro, su esposa, se unen al grupo promotor que inicia el Colegio Cedros, y luego lideran el grupo que en 1970 funda el Colegio Yaocalli, ambos en Ciudad de México. Después, al trasladarse a la ciudad de Monterrey, toman la iniciativa para formar otro grupo promotor con quien fundan el Liceo de Monterrey, iniciando el campus de niñas en 1978 y un año después el campus de niños, ambos en San Pedro Garza García.

### Ámbito empresarial
En paralelo a la promoción de la Educación, dirige su trayectoria profesional al asesoramiento estratégico a empresas a través de firmas de consultoría como McKinsey & Company y Booz Allen & Hammilton, cuya oficina en México fundó en 1983, así como desde su propio despacho, destacándose en la aplicación de modelos matemáticos para la práctica empresarial.
De 1975 a 1981 lideró en FEMSA (antes VISA) los procesos de fusiones y adquisiciones internacionales, como director general de Planeación y Desarrollo.
Ha sido consultor y consejero de Korn Ferry y miembro activo del Instituto Mexicano de Ejecutivos de Finanzas, donde ha presidido el Comité Técnico Nacional de Ética.
Desde 2005 es profesor ejecutivo de la EGADE Business School, especializando su cátedra en la aplicación de modelos matemáticos para la determinación de precios, así como en las mejores prácticas del gobierno corporativo. Continúa asesorando a empresas.

## Vida privada
Contrajo matrimonio con Bertha Díaz Barreiro en 1963 y formó una familia de doce hijos.
Actualmente vive en Monterrey, Nuevo León.